# لوختنبورگ
لوختنبورگ (به هلندی: Luchtenburg) یک منطقهٔ مسکونی در هلند است که در بورن (هلند) واقع شده‌است.